# Parhelio de 120°

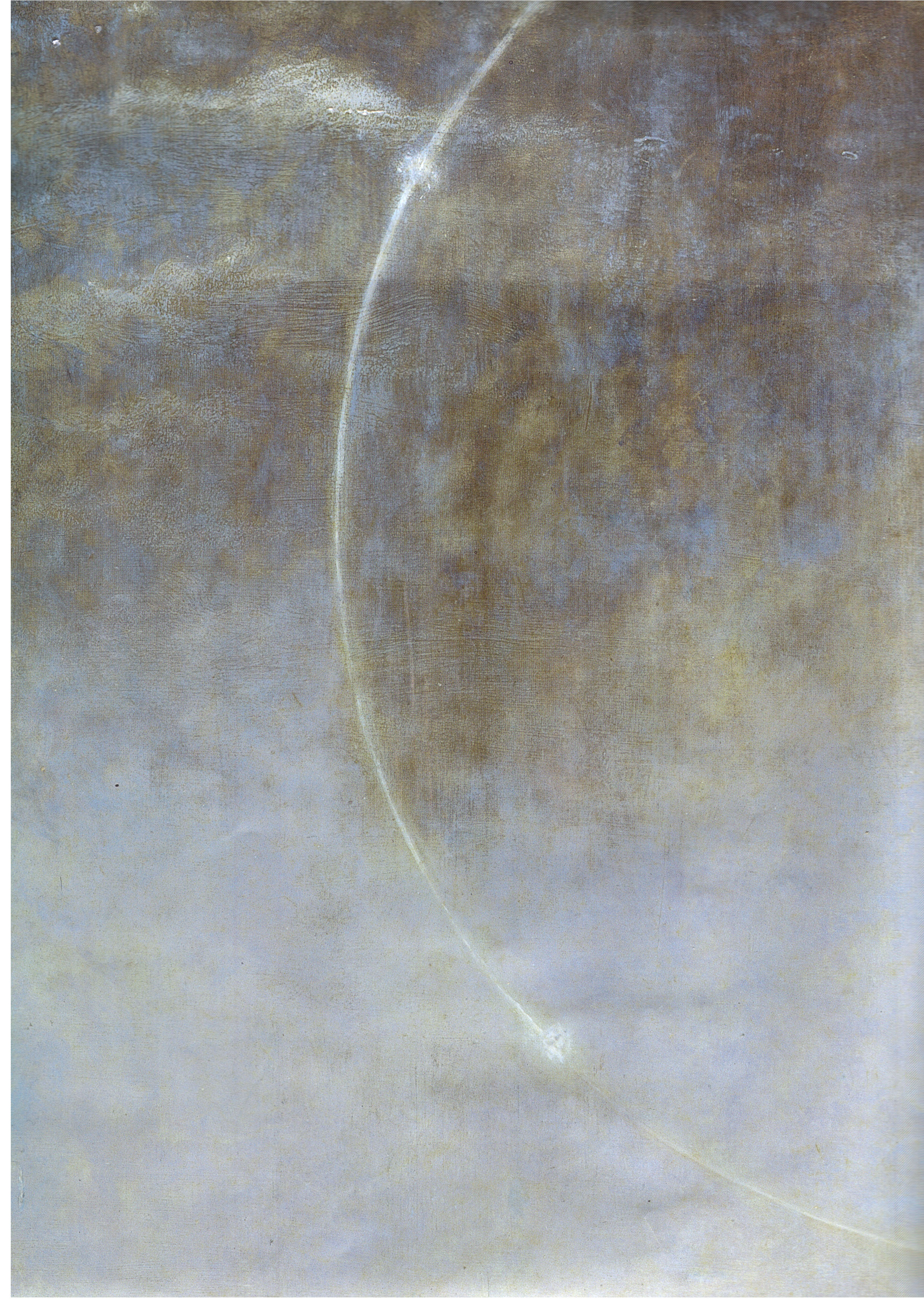
Un parhelio de 120° (punto superior) representado en la pintura Vädersolstavlan.

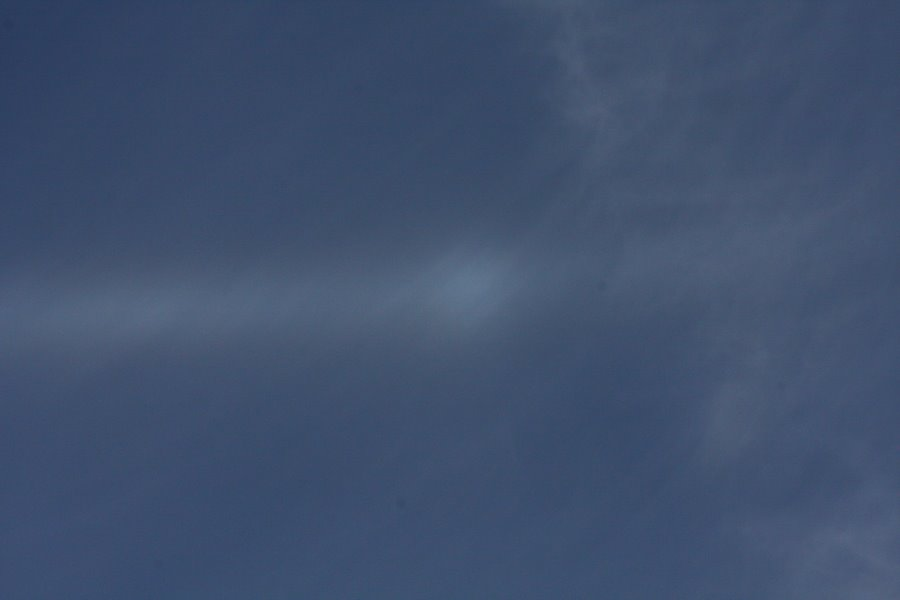
Parhelio débil de 120° en el círculo parhélico.

Un parhelio de 120° es un tipo de halo poco común que aparece ocasionalmente junto a parhelios muy brillantes cuando la atmósfera está cargada de cristales de hielo en forma de cirros. Se llaman así porque se forman en pares, ubicándose a ±120° del Sol a lo largo del círculo parhélico.
Cuando están presentes, los parhelios de 120° se manifiestan como puntos blanco-azulados brillantes en el círculo parhélico y se producen por al menos dos reflexiones internas en cristales de hielo hexagonales. Su color y baja intensidad hacen que sean difíciles de distinguir, ya que suelen mezclarse con las nubes en el cielo.